# Dream (canción de Suzy y Baekhyun)
«Dream» es una canción de los cantantes surcoreanos Suzy y Baekhyun, miembros de los grupos de K-pop miss A y EXO respectivamente. El sencillo fue publicado el 7 de enero digitalmente y físicamente el 14 de enero de 2016, por JYP Entertainment, S.M. Entertainment, Mystic Entertainment, y Choongang ICS bajo la distribución de  LOEN Entertainment.

## Antecedentes y lanzamiento
El 31 de diciembre de 2015, Suzy y Baekhyun anunciaron que colaborarían en un dúo titulado «Dream», descrito como una canción de R&B con sonidos de jazz y neo soul y letras sobre una pareja enamorada. Dos vídeos teaser de la canción, el primero con Suzy y el segundo con Baekhyun, fueron lanzados el 4 y 5 de enero, respectivamente.
La canción fue lanzada digitalmente acompañada por su vídeo musical el 7 de enero. Las copias físicas fueron lanzadas días después el 14 de enero.
Poco después de que «Dream» fuera publicado, Park Geun Tae, uno de los compositores de la canción, reveló que había estado trabajando en la canción durante dos años, y que tomó un año para que ambos cantantes participaran en su producción.
Se dio cuenta de Suzy en 2013 después de escuchar su banda sonora «Do not Forget Me» para el drama de  MBC Gu Family Book en donde participó como papel principal, y más tarde decidió elegir a Baekhyun como su pareja de dúo.

## Vídeo musical
A lo largo de la mayoría de los videos musicales de «Dream», Suzy y Baekhyun son vistos interpretando la canción e interactuando entre sí mientras están sentados en taburetes en el centro de una habitación de estilo vintage, rodeados por una banda de jazz formada por cuatro hombres Tocando la guitarra eléctrica, el contrabajo, el piano y batería. También hay breves escenas en las que se ven presumiblemente preparándose para una cita; Suzy sentada en frente de un espejo en una mesa de maquillaje y Baekhyun colocándose una chaqueta de traje. El vídeo musical termina con los cantantes que hablan el uno al otro y chocan los puños antes de levantarse de los taburetes y dar las gracias a la banda.

## Actuaciones en vivo
Suzy y Baekhyun cantaron la canción juntos por primera vez el 2 de diciembre de 2016 en los 18th Mnet Asian Music Awards. El 13 de enero de 2017, interpretaron la canción de nuevo en 31st Golden Disk Awards.

## Recepción
«Dream» debutó en el número uno de la lista semanal de Gaon y estuvieron en esa posición durante tres semanas consecutivas. La versión física debutó en la misma posición de la lista de álbumes semanales de Gaon. La canción ganó cinco premios en total en programas musicales de Corea del Sur como en Music Bank e Inkigayo. «Dream» ganó un premio de la categoría Mejor Colaboración en 18th Mnet Asian Music Awards, Mejor Canción de R&B en Melon Music Awards, y Digital Bonsang en 31st Golden Disk Awards.

## Lista de canciones
| N.º  | Título                   | Letras   | Música                      | Duración |  |
| 1.   | «Dream»                  | Kim Eana | Park Geun-tae, Jin Suk Choi | 3:42     |  |
| 2.   | «Dream» (Club Live Ver.) | Kim Eana | Park Geun-tae, Jin Suk Choi | 3:33     |  |
| 7:15 |                          |          |                             |          |  |

## Créditos y personal
| - Suzy – vocales - Baekhyun – vocales - Park Geun Tae – escritor - Jin Suk Choi – escritor - Kim Eana – escritor - Choi In Sung – bajo | - Park Eun-ooh – coros - Lee Seung Woo – coros - Hong So jin – piano - Jung Jae Won – grabación, guitarra eléctrica - Jo Joon Sung – mezcla - Choi Hyo Young – masterización |

## Posicionamiento en listas musicales
| Lista (2016)                           | Mejor posición |
| -------------------------------------- | -------------- |
| South Korea Singles (Gaon Music Chart) | 1              |
| South Korean Albums (Gaon Music Chart) | 1              |
| US World Digital Songs (Billboard)     | 3              |

| Lista (2016)                              | Mejor posición |
| ----------------------------------------- | -------------- |
| South Korean singles (Gaon Digital Chart) | 1              |
| South Korean albums (Gaon Album Chart)    | 4              |

| Lista (2016)                              | Mejor posición |
| ----------------------------------------- | -------------- |
| South Korean singles (Gaon Digital Chart) | 20             |
| South Korean albums (Gaon Album Chart)    | 77             |

## Ventas y certificaciones
| Lista                     | Cantidad  |
| ------------------------- | --------- |
| Ventas digitales de Gaon  | 1 360 267 |
| Ventas de álbumes de Gaon | 36 900    |

## Premios y nominaciones
| Año  | Premio                       | Trabajo nominado | Categoría                      | Resultado |
| ---- | ---------------------------- | ---------------- | ------------------------------ | --------- |
| 2016 | 8th MelOn Music Awards       | «Dream»          | Mejor Canción de R&B/Soul      | Ganador   |
| 2016 | 18th Mnet Asian Music Awards | «Dream»          | Mejor Colaboración             | Ganador   |
| 2017 | 31st Golden Disk Awards      | «Dream»          | Digital Bonsang                | Ganador   |
| 2017 | 31st Golden Disk Awards      | «Dream»          | Premio de Popularidad Asiático | Nominado  |
| 2017 | 6th Gaon Chart K-Pop Awards  | «Dream»          | Canción del Año – enero        | Nominado  |

### Premios en programas musicales
| Canción | Programa         | Fecha               |
| ------- | ---------------- | ------------------- |
| «Dream» | Music Bank (KBS) | 17 de enero de 2016 |
| «Dream» | Music Bank (KBS) | 22 de enero de 2016 |
| «Dream» | Inkigayo (SBS)   | 17 de enero de 2016 |
| «Dream» | Inkigayo (SBS)   | 24 de enero de 2016 |
| «Dream» | Inkigayo (SBS)   | 31 de enero de 2016 |

## Historial de lanzamientos
| Región        | Fecha               | Formato              | Distribuidor                                                                                   |
| ------------- | ------------------- | -------------------- | ---------------------------------------------------------------------------------------------- |
| Todo el mundo | 7 de enero de 2016  | Descarga digital     | JYP Entertainment, S.M. Entertainment, MYSTIC Entertainment, Choongang ICS, LOEN Entertainment |
| Corea del Sur | 14 de enero de 2016 | CD, descarga digital | JYP Entertainment, S.M. Entertainment, MYSTIC Entertainment, Choongang ICS, LOEN Entertainment |